# Сенаки
Сенаки (на грузински: სენაკი) е град в западната част на Грузия на територията на областта Самагрело-Земо-Сванети. Намира се на 294 km от столицата Тбилиси, разположен на магистралата Тбилиси – Батуми.

## Наименование
Названието на града се превежда на руски като „клетка“. През 1924 година Сенаки получава статут на град. От 1936 до 1976 се нарича Миха Цхакая и носи името на грузинския революционер и съветски политик Миха Цхакая. От 1976 до 1989 носи само името Цхикая. След това градът възвръща старото си име Сенаки.

## История
В началото на 1990-те Сенаки става един от центровете на звиадистите, привърженици на сваления с преврат грузински президент Звиад Гамсахурдия. Въоръжените стълкновения между неговите привърженици и официалната войска на Грузия, под ръководството на новия президент Едуард Шеварднадзе, прерастват в гражданска война. На 28 март 1992 г. звиадистите започват офанзива и за няколко дни завземат поредица от градове в Западна Грузия, между които и Сенаки. Градът неколкократно преминава под контрола ту на едната, ту на другата воюваща страна. В боевете се включват и руски десантни части, които също водят боеве в Сенаки. На 25 октомври 1993 г. правителствените войски влизат окончателно в града.
По време на военните действия през 1998 година, при войната в Абхазия, градът става център на бунтовете и летището е бомбардирано. Участие взимат разквартируваните в Сенаки мотострелкови части.
По време на Петдневната война за Южна Осетия и Абхазия, през август 2008 г. градът попада в зоната на военния конфликт. Летището непрекъснато е използвано при военните действия. През нощта на 9 август руската авиация бомбардира военната база в Сенаки и една от бомбите пада върху железопътната гара. Грузинската телевизия съобщава за организиран протест на градското население след тези бомбардировки.
На 11 август 2008 руски десантчици завземат военната база, част от грузинските военни я напускат, а тези, които остават са взети в плен. След сключване на примирието градът попада в демилитаризираната зона. На 23 август 2008 руската войска се оттегля и грузинската армия влиза в града. По данни на Руския генерален щаб, от града са изведени 1728 единици леко стрелково оръжие.

## Население
Броят на населението в Сенаки през последните 25 години е сравнително постоянен. През 1989 година то е 28 900 души, през 1991 нараства на 30 000. Съгласно данните на Националното статистическо бюро на Грузия през 2002 намалява на 28 100, а представителите на малцинствата са не повече от 500 души. През 2014 г. населението на града достига 21 596 жители.

## Градска среда
Градът разполага с много магазини, барове и кафенета. Една от най-забележителните обществени сгради е тази на Държавния театър. Проектът е на архитект Вахтанг Гоголадзе и театърът е построен в бароков стил в периода 1953 – 1959 година. В Сенаки функционира филиал на Грузинския национален технически университет. Голяма част от сградите в града са нови и много запазени, което е необичайно за места, където се е водила война.
Главната пътна артерия на Сенаки е проспект „Руставели“, който върви успоредно на автомобилната магистрала. Зад него започва мартвилският път, водещ до града-крепост Нокалакеви. Край проспекта е разположен неголям парк, в центъра на който се намира Паметникът на героите от войните. Близо до него е изграден православен храм. Част от града е разположена в гориста местност.
През юли 2013 Сенаки се оказва наводнен от проливни дъждове, които не спират в продължение на два дни. На 29 юли започва евакуация на жителите, заради опасността от следващо повишаване на водите. Нивото на водата по улиците „Руставели“, „Чавчавадзе“ и Проспекта на мира достига 50 cm, а на места и 80 cm. Наводнени са първите етажи на десетки жилищни и обществени сгради, парализирано е автомобилното движение, превантивно е изключено електроподаването на целия град.

## Икономика и транспорт
Сенаки е голям железопътен възел на линията Тбилиси-Поти. През него минава магистралата от Тбилиси за Батуми, оттук започват и пътищата към градовете Мартвили и Чхороцку.
В града успешно работят няколко предприятия, в т.ч. машиностроителен завод, завод за вино, млекозавод, фабрики за чай, за производство на килими.
През юли 2013 г. информационната агенция на Грузия съобщава за завършването на строителството на участъка от газопровода Абаша-Сенаки с дължина 29 km.

## Военна база
През май 2006 г. в Сенаки завършва строителството на първата военна база в Грузия, съответстваща на натовските стандарти, предназначена за защита на западните територии на страната. Градът е избран заради непосредствената му близост до зоната на грузино-абхазския конфликт. Автори на проекта са турски военни, а цената му възлиза на 9 млн. долара. Базата е оборудвана за 3000 военнослужещи по програмата за военна помощ на САЩ за Грузия.
На базата в Сенаки се намират учебни и тренировъчни комплекси за военна подготовка, спортни зали и басейн. Там е дислоцирана Втора грузинска мотопехотна бригада на грузинските въоръжени сили, която преди това е била в Кутаиси.
На няколко километра на юг от града, още от съветско време, се намира летище на военновъздушните сили, заедно с кулата и централата на управлението му.
На 20 май 1989 г. Александър Зуев, капитан от ВВС на СССР, открадва от летището самолет МиГ-29 и се приземява с него в Турция. Турската страна връща самолета, като отказва на американските военни да го огледат, а капитан Зуев получава политическо убежище в САЩ.